# Friedrich Schürr
Friedrich Schürr (* 9. Juni 1888 in Wien; † 24. August 1980 in Konstanz) war ein österreichischer Romanist, Italianist und Dialektologe.

## Leben und Werk
Friedrich Schürr studierte in Wien Romanistik bei Wilhelm Meyer-Lübke und Philipp August Becker, Kunstgeschichte bei Josef Strzygowski, Germanistik bei Jakob Minor. Er promovierte 1911 bei Wilhelm Meyer-Lübke mit Zur Kenntnis des Romagnolischen. Vokalismus und intervokale Dentalia. 1915 wurde er Lektor für Italienisch in Straßburg, desgleichen 1919 in Freiburg. Er habilitierte sich in Freiburg bei Hanns Heiss über Romagnolische Dialektstudien (2 Bände, Wien 1918, 1919). 1925 wurde er in Freiburg außerordentlicher Professor. Am 27. März 1933 trat Schürr der NSDAP bei (Mitgliedsnummer 1.526.779). Von 1926 bis 1936 war er Professor in Graz, von 1936 bis 1940 in Marburg, von 1940 bis 1941 in Köln, von 1941 bis 1944 in Straßburg. Von 1948 bis 1958 war er Lehrbeauftragter in Freiburg, gleichzeitig ab 1950 Direktor des Romanischen Seminars der Philosophisch-Theologischen Hochschule Regensburg. Schürr war Ehrenbürger von Ravenna. Nach ihm benennt sich das „Istituto Friedrich Schürr per la salvaguardia e la valorizzazione del patrimonio dialettale romagnolo“ in Santo Stefano (Ravenna). Er ist auf dem Allmannsdorfer Friedhof in Allmannsdorf (Konstanz) begraben.

## Weitere Werke
- Charakteristik der Mundart von Portomaggiore (Provinz Ferrara). Lautlehre, Bemerkungen zur Formenlehre, Triest 1914
- Romagnolische Mundarten. Sprachproben in phonetischer Transkription auf Grund phonographischer Aufnahmen, Wien 1917
- Sprachwissenschaft und Zeitgeist. Eine sprachphilosophische Studie, Marburg 1922, 2. Auflage 1925
- Das altfranzösische Epos. Zur Stilgeschichte und inneren Form der Gotik, München 1926
- Barock, Klassizismus und Rokoko in der französischen Literatur, Leipzig 1928
- (Zusammen mit Hanns Heiss, Kurt Jaeckel, Hans Jeschke und Walther von Wartburg) Die romanischen Literaturen des 19. und 20. Jahrhunderts (Handbuch der Literaturwissenschaft, hrsg. von Oskar Walzel), Berlin ohne Jahr
- (Zusammen mit Hans Jeschke und Martin Block) Die italienische und spanische Literatur von 1870 bis zur Gegenwart. Die rumänische Literatur (Handbuch der Literaturwissenschaft, hrsg. von Oskar Walzel), Berlin 1938
- Pulon Matt. Der "Rasende Roland" auf dem Dorfe, in: Zeitschrift für Volkskunde 11, 1940, S. 85–88
- Cervantes. Zum 400. Geburtstag des großen Humoristen, Essen 1947, 2. Aufl. Bern/München 1963
- Miguel de Unamuno. Der Dichterphilosoph des tragischen Lebensgefühls, Bern/München 1962
- Erlebnis, Sinnbild, Mythos. Wege der Sinndeutung romanischer Dichtung. Ausgewählte Aufsätze und Vorträge, Bern/München 1968
- La diphtongaison romane, Tübingen 1970
- Probleme und Prinzipien romanischer Sprachwissenschaft, Tübingen 1971
- La voce della Romagna. Profilo linguisticoletterario, Ravenna 1974